# Celama curvilinea
Celama curvilinea är en fjärilsart som beskrevs av Alfred Ernest Wileman och South 1919. Celama curvilinea ingår i släktet Celama och familjen trågspinnare. Inga underarter finns listade i Catalogue of Life.